# Gergueil
Gergueil est une commune française située dans le département de la Côte-d'Or, en région Bourgogne-Franche-Comté.

## Géographie

### Communes limitrophes
Gergueil se trouve au centre géographique de la région Bourgogne-Franche-Comté.

### Climat
Pour des articles plus généraux, voir Climat de la Bourgogne-Franche-Comté et Climat de la Côte-d'Or.
En 2010, le climat de la commune est de type climat des marges montargnardes, selon une étude du Centre national de la recherche scientifique s'appuyant sur une série de données couvrant la période 1971-2000. En 2020, Météo-France publie une typologie des climats de la France métropolitaine dans laquelle la commune est exposée à un climat océanique altéré et est dans la région climatique  Bourgogne, vallée de la Saône, caractérisée par un bon ensoleillement (1 900 h/an), un été chaud (18,5 °C), un air sec au printemps et en été et des vents faibles. 
Pour la période 1971-2000, la température annuelle moyenne est de 9,7 °C, avec une amplitude thermique annuelle de 17 °C. Le cumul annuel moyen de précipitations est de 870 mm, avec 12,7 jours de précipitations en janvier et 7,9 jours en juillet. Pour la période 1991-2020, la température moyenne annuelle observée sur la station météorologique de Météo-France la plus proche, « Marsannay la Cote », sur la commune de Marsannay-la-Côte à 13 km à vol d'oiseau, est de 11,7 °C et le cumul annuel moyen de précipitations est de 803,0 mm,. Pour l'avenir, les paramètres climatiques de la commune estimés pour 2050 selon différents scénarios d'émission de gaz à effet de serre sont consultables sur un site dédié publié par Météo-France en novembre 2022.

## Urbanisme

### Typologie
Au 1er janvier 2024, Gergueil est catégorisée commune rurale à habitat dispersé, selon la nouvelle grille communale de densité à 7 niveaux définie par l'Insee en 2022.
Elle est située hors unité urbaine. Par ailleurs la commune fait partie de l'aire d'attraction de Dijon, dont elle est une commune de la couronne,. Cette aire, qui regroupe 333 communes, est catégorisée dans les aires de 200 000 à moins de 700 000 habitants,.

### Occupation des sols
L'occupation des sols de la commune, telle qu'elle ressort de la base de données européenne d’occupation biophysique des sols Corine Land Cover (CLC), est marquée par l'importance des forêts et milieux semi-naturels (58,6 % en 2018), une proportion sensiblement équivalente à celle de 1990 (58,2 %). La répartition détaillée en 2018 est la suivante : forêts (58,5 %), terres arables (41,3 %), milieux à végétation arbustive et/ou herbacée (0,1 %). L'évolution de l’occupation des sols de la commune et de ses infrastructures peut être observée sur les différentes représentations cartographiques du territoire : la carte de Cassini (XVIIIe siècle), la carte d'état-major (1820-1866) et les cartes ou photos aériennes de l'IGN pour la période actuelle (1950 à aujourd'hui).

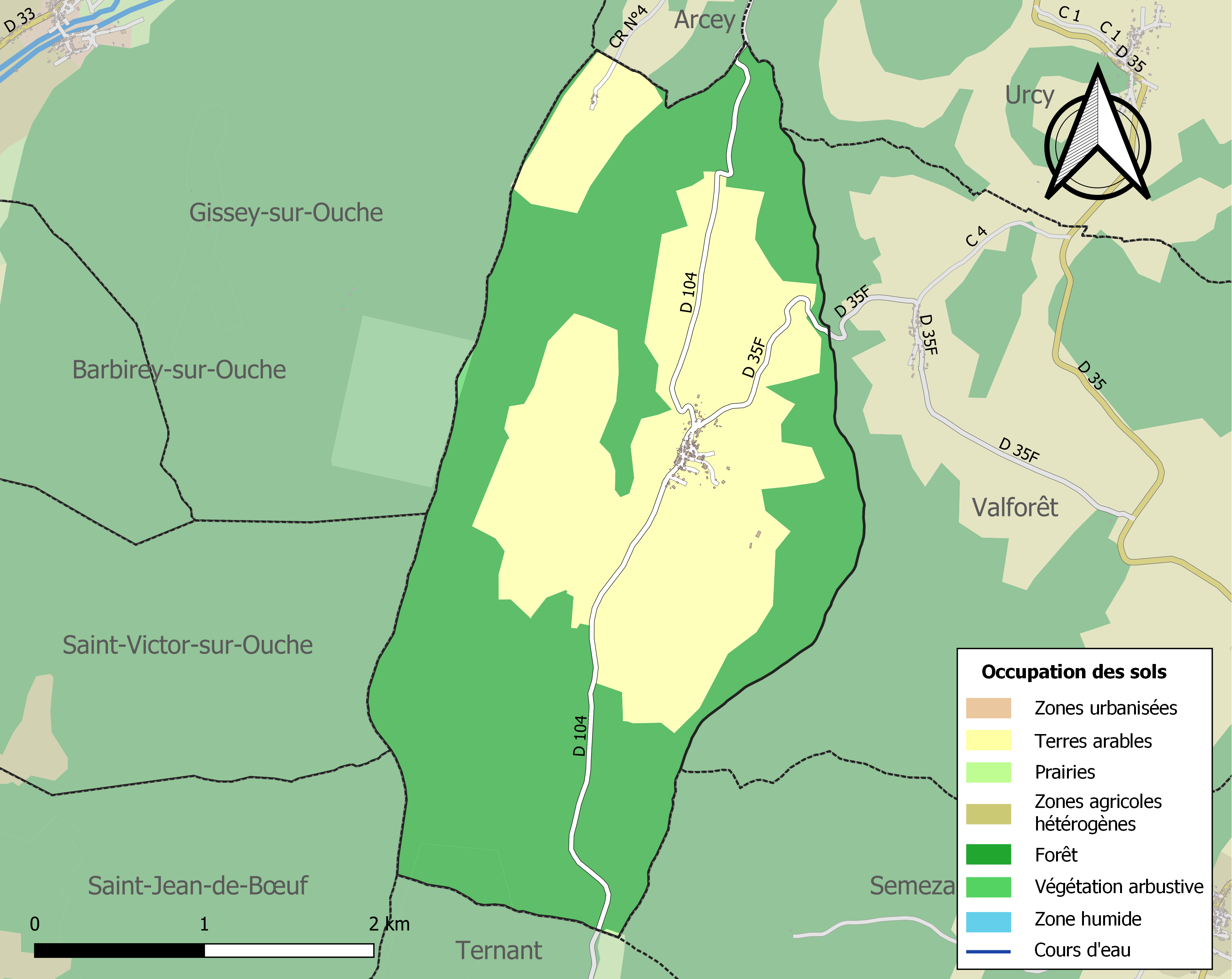
Carte des infrastructures et de l'occupation des sols de la commune en 2018 (CLC).

## Politique et administration
| Période                                  | Période      | Identité         | Étiquette | Qualité                                                 |
| ---------------------------------------- | ------------ | ---------------- | --------- | ------------------------------------------------------- |
| avant 1995                               | 1995         | Gaston Courageot |           |                                                         |
| 1995                                     | janvier 2008 | André Billard    |           | Décédé en fonctions                                     |
| janvier 2008                             | mars 2014    | Jean-Paul Vallot |           | Maire par intérim puis pleinement à partir de mars 2008 |
| mars 2014                                | En cours     | Bernard Reymond  |           |                                                         |
| Les données manquantes sont à compléter. |              |                  |           |                                                         |

Monsieur Gaston Courageot, maire de Gergueil jusqu'en 1995 a été conseiller municipal, puis maire pendant 40 longues années.
le nouveau maire élu aux dernières élections municipales est monsieur Jean-Paul Vallot.

## Démographie
L'évolution du nombre d'habitants est connue à travers les recensements de la population effectués dans la commune depuis 1793. Pour les communes de moins de 10 000 habitants, une enquête de recensement portant sur toute la population est réalisée tous les cinq ans, les populations de référence des années intermédiaires étant quant à elles estimées par interpolation ou extrapolation. Pour la commune, le premier recensement exhaustif entrant dans le cadre du nouveau dispositif a été réalisé en 2007.

En 2022, la commune comptait 127 habitants, en évolution de +5,83 % par rapport à 2016 (Côte-d'Or : +0,82 %, France hors Mayotte : +2,11 %).
| 1793 | 1800 | 1806 | 1821 | 1831 | 1836 | 1841 | 1846 | 1851 |
| ---- | ---- | ---- | ---- | ---- | ---- | ---- | ---- | ---- |
| 276  | 264  | 326  | 301  | 322  | 311  | 316  | 307  | 293  |

| 1856 | 1861 | 1866 | 1872 | 1876 | 1881 | 1886 | 1891 | 1896 |
| ---- | ---- | ---- | ---- | ---- | ---- | ---- | ---- | ---- |
| 263  | 259  | 224  | 221  | 204  | 187  | 183  | 170  | 166  |

| 1901 | 1906 | 1911 | 1921 | 1926 | 1931 | 1936 | 1946 | 1954 |
| ---- | ---- | ---- | ---- | ---- | ---- | ---- | ---- | ---- |
| 140  | 147  | 138  | 141  | 122  | 127  | 102  | 115  | 83   |

| 1962 | 1968 | 1975 | 1982 | 1990 | 1999 | 2006 | 2007 | 2012 |
| ---- | ---- | ---- | ---- | ---- | ---- | ---- | ---- | ---- |
| 89   | 81   | 54   | 66   | 72   | 100  | 132  | 136  | 128  |

| 2017 | 2022 | - | - | - | - | - | - | - |
| ---- | ---- | - | - | - | - | - | - | - |
| 117  | 127  | - | - | - | - | - | - | - |

## Lieux et monuments
- Église paroissiale Sainte-Barbe.
- Fontaine du bourg.
- Monument aux morts.

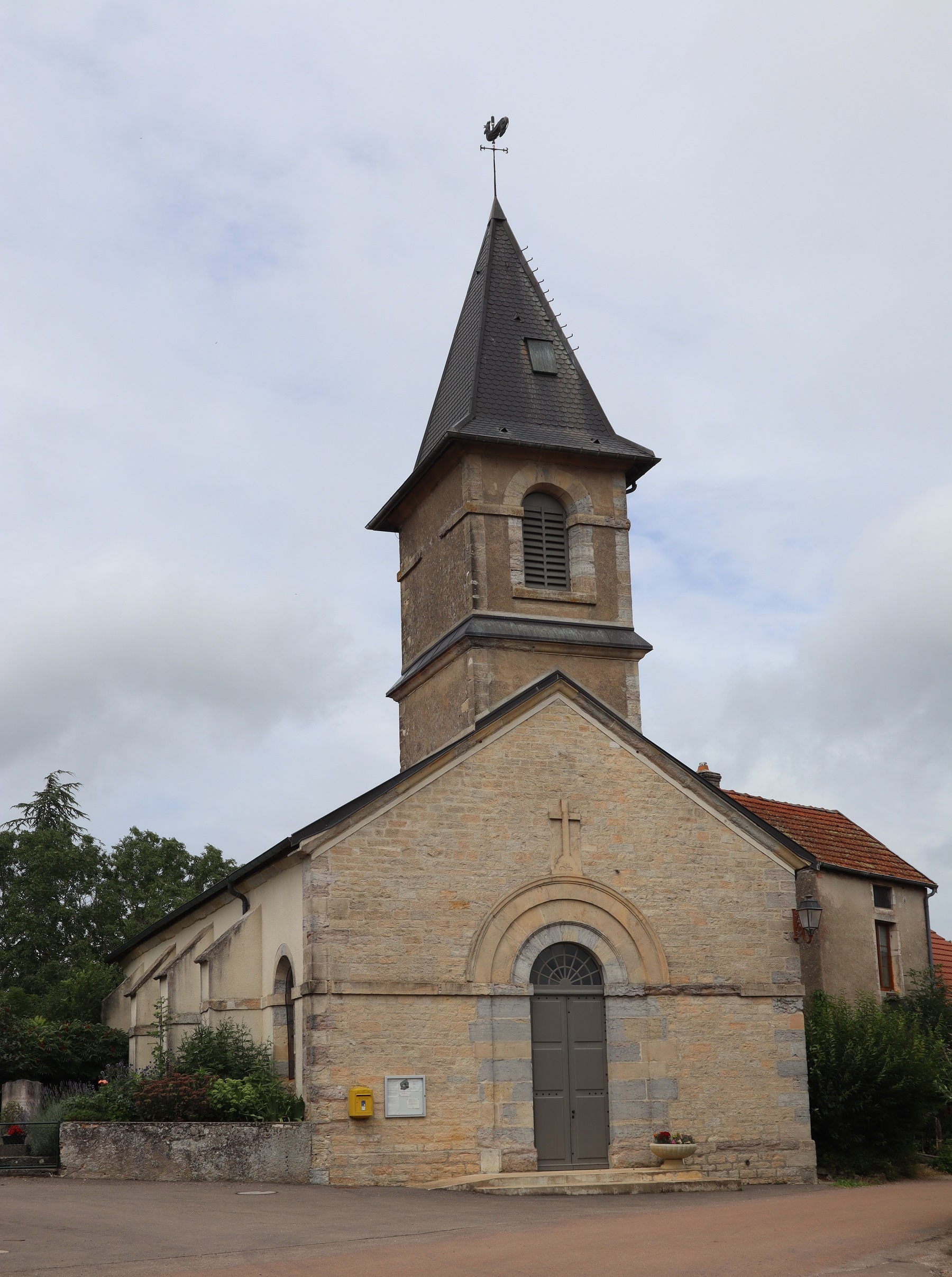
Église Sainte-Barbe.
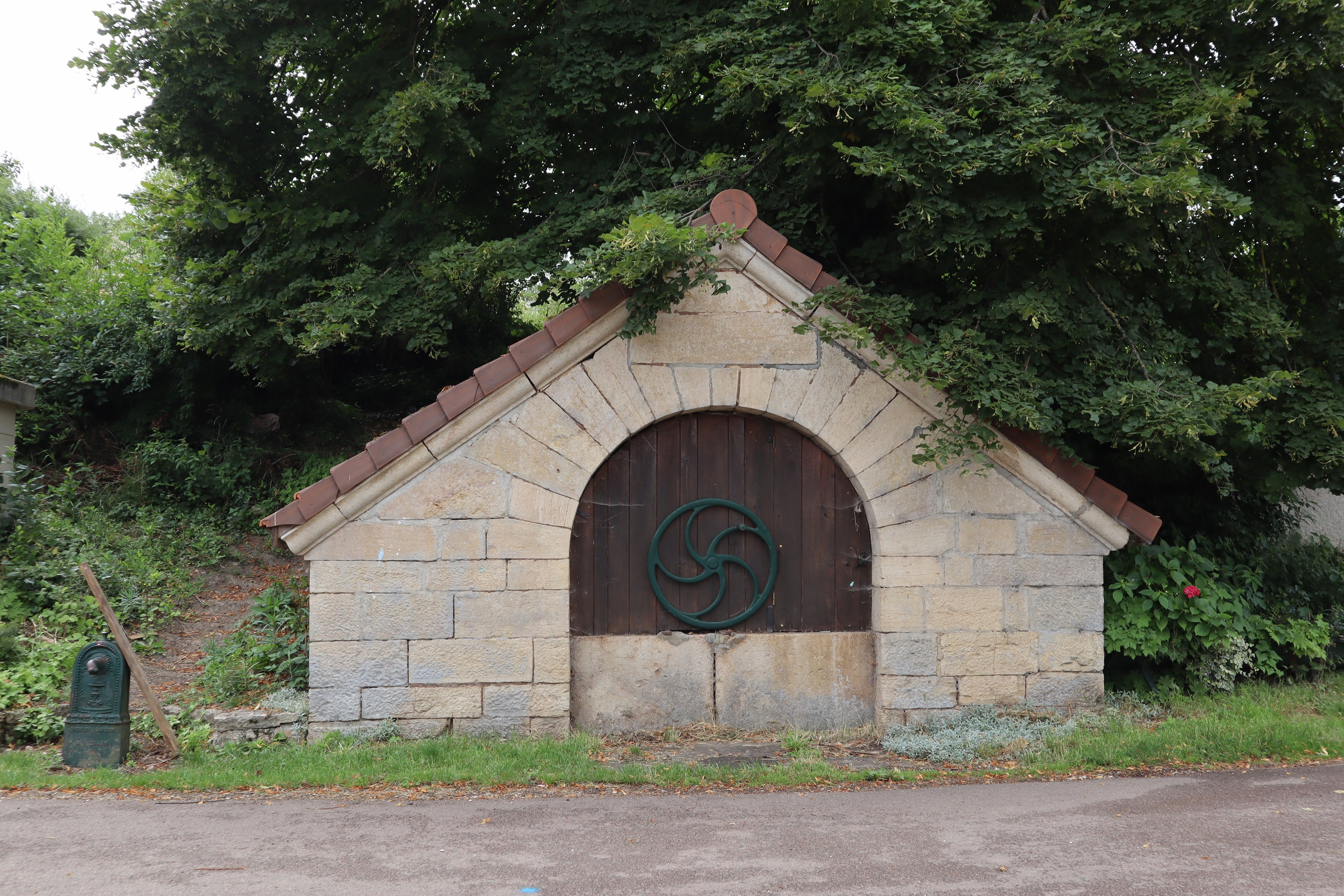
Fontaine au bourg.
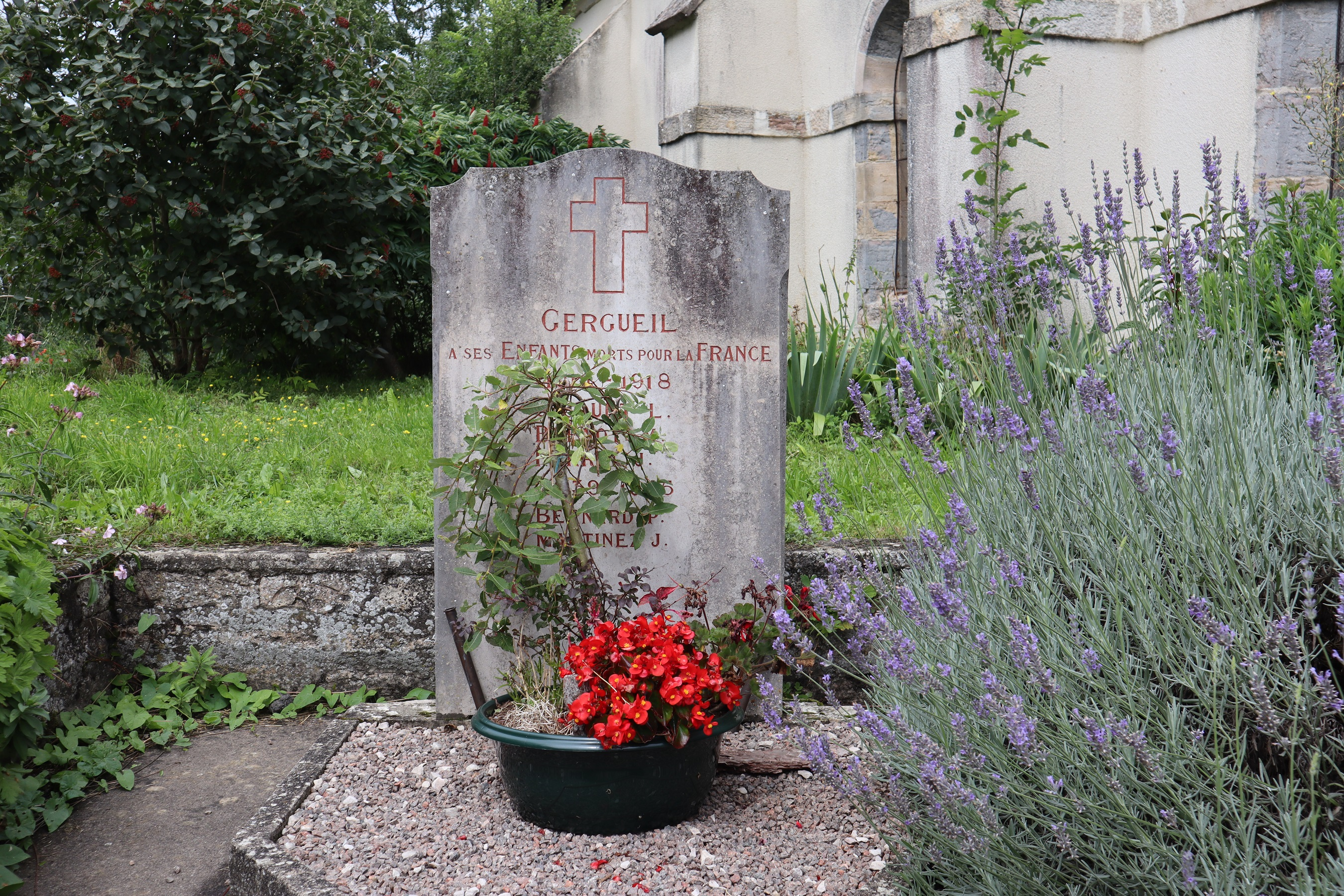
Monument aux morts.

## Personnalités liées à la commune
- Henri Degré (1818-1893) a été l'architecte de la fontaine et le lavoir, entre 1846 et 1847[17],[18], de la mairie, entre 1849 et 1851[19] et de la restauration de l'église paroissiale Sainte-Barbe, entre 1865 et 1886[20].

## Héraldique
| Blason de Gergueil | Blason  | Écartelé : au 1er d'or à trois bandes d'azur et à la bordure de gueules, au 2e d'argent à la chapelle du lieu d'or brochant sur une crosse contournée de tenné, au 3e de sinople à l'arbre au naturel, au 4e de sinople à la gerbe de blé d'or. |
| Blason de Gergueil | Détails | Le statut officiel du blason reste à déterminer. |